# Fredardo di Mende
Fredardo di Mende (in francese Frézal du Gévaudan) (VIII secolo – Banassac, 828) è stato un vescovo franco, resse la diocesi di Gévaudan e, secondo un testo leggendario, fu martire. È venerato come santo dalla Chiesa cattolica.
Egli compare poco nei testi storici (nessuna partecipazione a Concili) ma dispone di una grande tradizione orale.

## Agiografia
Egli è noto come vescovo dei Gabali durante il regno di Ludovico il Pio, figlio di Carlomagno. Il suo compito più importante fu quello di sradicare l'idolatria dal Gévaudan, in particolare il rituale del lago di Saint-Andéol, presso Bonnecombes, operazione già iniziata tre secoli prima da sant'Ilario di Mende.
La Vita del santo riporta che, giunto all'età in cui la vecchiaia incominciava a farsi sentire, Fredardo era ancora robusto, con gran disappunto del nipote Bucilinus, che destinato a subentrargli nella cattedra vescovile alla sua morte e che avrebbe tagliato la testa allo zio in casa sua.
Una leggenda associata sostiene che fu il demonio stesso ad indicare a Bucilinus come procedere, con lo scopo di sbarazzarsi di zio e nipote (che il demonio avrebbe strangolato sull'uscita di casa a Frézal). Sempre secondo la leggenda, il santo avrebbe trascinato la propria testa, decollata, all'indietro fino al luogo ove avrebbe desiderato essere sepolto. Tuttavia questo ci direbbe che la sede episcopale non si trovava in quel tempo a Mende, bensì a La Canourgue, poiché ben quaranta chilometri separano Mende dal luogo ove riposa san Fredardo, Frézal.
Questa vicinanza di Fredardo a La Canourgue suggerisce la tesi che vorrebbe il santo appartenente alla nobile famiglia dei Canilhac (signori di una delle baronie del Gévaudan, quella appunto di Canilhac), tesi avanzata da alcuni storici sapendo che egli era il figlio primogenito di un «nobilissimo console».

## Culto

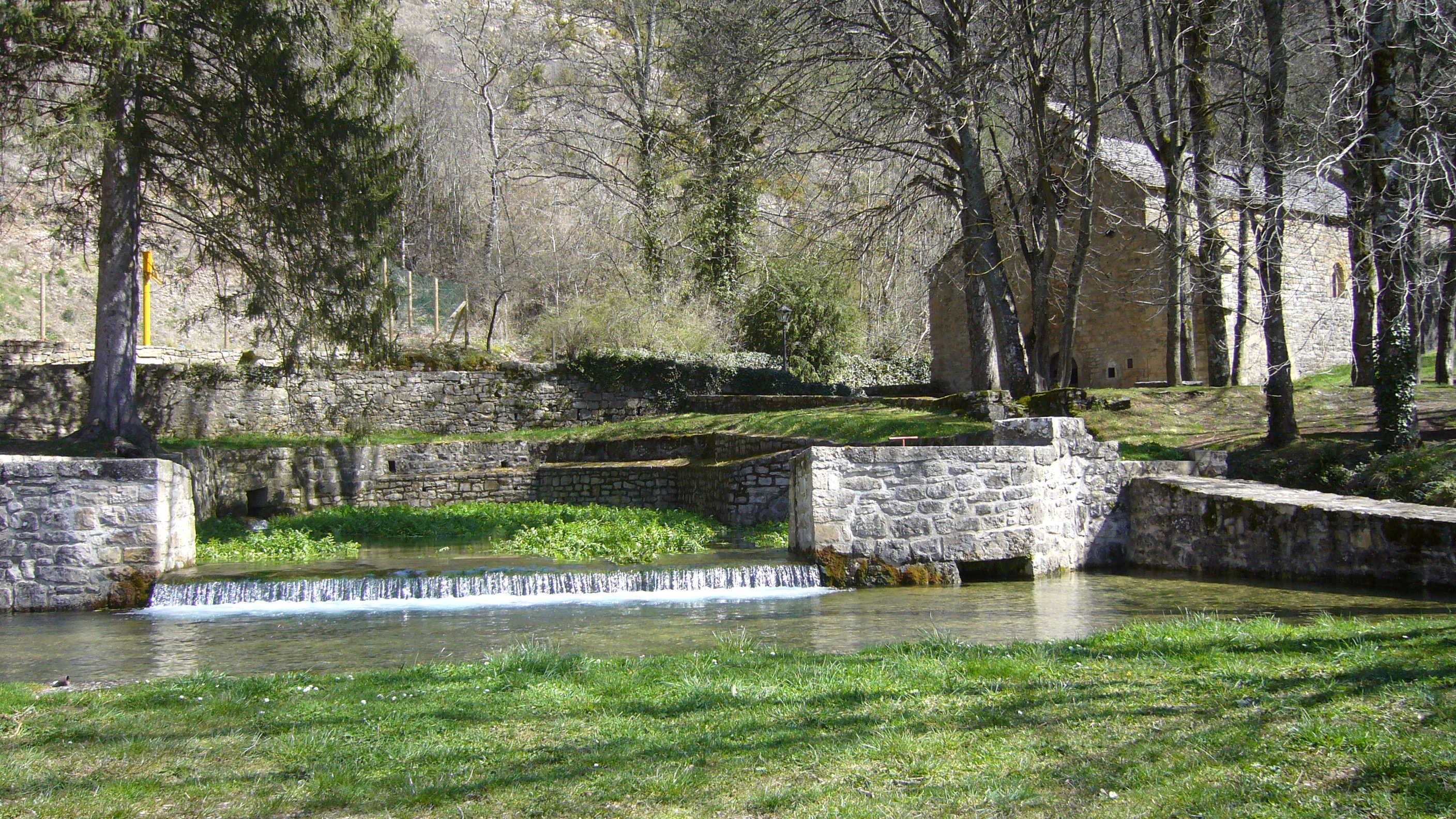
La cappella e la fontana a La Canourgue.

La sua tomba è un sarcofago d'epoca romana riutilizzato ed è posto nella cappella di San Fredardo, datata XII secolo, a La Canourgue. La fontana che si trova di fianco era già nota in epoca romana per le sue virtù terapeutiche.
Alla sua reliquia è associato un miracolo: in effetti egli si sarebbe opposto alla sua traslazione. Nel 1628 un vescovo di Mende, Silvestro di Crusy de Marcillac, volle riportare nella sede episcopale della diocesi il resti del santo. Un testo informa che « (...) il corpo del santo vescovo fu ritrovato intero (...), lo si portò senza fatica fino alla porta ma fu impossibile farlo uscire, qualunque sforzo si facesse, e di ciò furono testimoni un gran numero di persone».
Il sarcofago fu visitato successivamente a più riprese, esaminato nel 1871 e poi il 22 novembre 1894. Infine lo scheletro fu sottoposto alla datazione con il metodo del carbonio-14 e ad autopsia ed i dati ottenuti nonché l'esame autoptico hanno confermato la leggenda nella data e nei motivi della morte.
La Memoria liturgica di san Fredardo cade il 4 settembre. È il santo patrono di:
- Saint-Frézal-de-la-Canourgue;
- Saint-Frézal-d'Albuges;
- Saint-Frézal-de-Ventalon;
- Chaulhac;
- Grèzes;
- Julianges;
- La Canourgue.